# Ida Di Benedetto
Pour les articles homonymes, voir Benedetto.
Ida Di Benedetto, née le 3 juin 1945 à Naples dans la région de la Campanie en Italie, est une actrice et productrice  italienne. Comédienne au répertoire complet, elle a commencé sa carrière au théâtre avant de s'orienter vers le cinéma et la télévision puis de devenir, au cœur des années 2000, productrice. Elle a joué pour de nombreux réalisateurs et est apparue notamment à plusieurs reprises dans les films de Salvatore Piscicelli et Werner Schroeter.

## Biographie
Elle débute comme actrice de théâtre au cours des années 1970 puis apparaît pour la première fois au cinéma en 1974 au sein du film Il gioco della verità (it) de Michele Massa (it) suivi de ...a tutte le auto della polizia... de Mario Caiano en 1975. Elle monte en puissance dans Fontamara, avec lequel elle remporte le ruban d'argent de la meilleure actrice dans un second rôle.
En 1978, elle apparaît dans Le Règne de Naples de Werner Schroeter, réalisateur pour lequel elle jouera à nouveau à deux reprises au cours de sa carrière. L'année suivante, elle est à l'affiche d'Immacolata et Concetta (Immacolata e Concetta, l'altra gelosia), premier film de Salvatore Piscicelli, autre réalisateur avec lequel elle collaborera à plusieurs reprises. Elle remporte pour ce rôle le ruban d'argent de la meilleure actrice en 1980.
Elle traverse les années 1980 en jouant dans de nombreux drames et comédies à l'italienne. Elle joue ainsi pour les réalisateurs Nanni Loy, Carlo Lizzani, Pasquale Festa Campanile, Alfonso Brescia, Pupi Avati ou Aurelio Grimaldi. Au cours des années 1990, sa carrière télévisuelle prend peu à peu le pas sur sa carrière cinématographique, elle joue alors dans plusieurs séries et téléfilms italiens.
Elle devient, en parallèle à sa carrière d'actrice, productrice au cœur des années 2000.
Depuis 1995, elle est en couple avec Giuliano Urbani.

## Filmographie

### Comme actrice

#### Au cinéma
- 1974 : Il Gioco della verità (it) de Michele Massa (it)
- 1975 : ...a tutte le auto della polizia... de Mario Caiano
- 1977 : Fontamara de Carlo Lizzani : Maria Rosa
- 1978 : Le Règne de Naples (Neapolitanische Geschichten) de Werner Schroeter : Pupetta Ferrante
- 1980 : Immacolata et Concetta (Immacolata e Concetta, l'altra gelosia) de Salvatore Piscicelli : Immacolata
- 1980 : Palermo de Werner Schroeter : Giovanna
- 1981 : Chambre d'hôtel (Caméra d'albergo) de Mario Monicelli : Laura
- 1982 : Tradimento (it) d'Alfonso Brescia : Carmela
- 1982 : Testa o croce de Nanni Loy : Stefania
- 1982 : Più bello di così si muore de Pasquale Festa Campanile : Ottavia
- 1982 : L'Inceneritore (it) de Pier Francesco Boscaro dagli Ambrosi : Mora
- 1982 : Giuramento (it) d'Alfonso Brescia : Concetta
- 1982 : Le Jour des idiots (Der Tag der Idioten) de Werner Schroeter : Elisabet
- 1984 : Une saison italienne (Noi tre) de Pupi Avati : Maria Caterina
- 1984 : Guapparia de Stelvio Massi : Margherita
- 1984 : Giuseppe Fava: Siciliano come me (it) de Vittorio Sindoni
- 1984 : Der Schlaf der Vernunft d'Ula Stöckl : Dr Dea Jannsen
- 1985 : Blues metropolitano de Salvatore Piscicelli : Elena
- 1985 : La Ballata di Eva (it) de Francesco Longo (it)
- 1985 : Pizza Connection de Damiano Damiani
- 1985 : Mamma Ebe de Carlo Lizzani : Maria Pia Sturla
- 1986 : Champagne amer de Ridha Béhi : Mariam
- 1987 : Regina (it) de Salvatore Piscicelli : Regina
- 1990 : Ferdinando, uomo d'amore de Memè Perlini
- 1991 : Marcellino (Marcellino pane e vino: la comtesse) de Luigi Comencini : la comtesse
- 1994 : Le buttane d'Aurelio Grimaldi : Orlanda
- 1995 : Un Altro giorno ancora de Tonino Zangardi
- 2000 : Fondali notturni (it) de Nino Russo (it)
- 2001 : Quartetto (it) de Salvatore Piscicelli : Elena
- 2002 : Fratella e sorello (it) de Sergio Citti : Cicera
- 2002 : Rosa Funzeca (it) d'Aurelio Grimaldi : Rosa
- 2003 : Alla fine della notte de Salvatore Piscicelli

#### À la télévision

##### Téléfilms
- 1985 : Isola, Un' de Carlo Lizzani
- 1993 : Morte a contratto de Gianni Lepre (it)
- 1993 : Gioco Perverso (it) d'Italo Moscati (en)
- 1995 : Morte di una strega (it) de Cinzia Torrini : La portiera
- 2004 : Madre come te de Vittorio Sindoni : Rosaria Caruso
- 2009 : Mannaggia alla miseria! (it) de Lina Wertmüller

##### Séries télévisées
- 1975 : Il Marsigliese
- 1979 : La Mano sugli occhi
- 1980 : L'Eredità della priora
- 1983 : L'Amante dell'orsa maggiore
- 1985 : Sogni e bisogni
- 1986 : Losberg : donna Canone
- 1987 : L'Isola del tesoro : Rosalie Hawkins, la mère de Jim
- 1990 : Mit den Clowns kamen die Tränen : Dr Alessandra Gordoni
- 1994 : Alles Glück dieser Erde : Giulietta
- 1996 : Un posto al sole : Federica Palladini
- 1999 : Un Nuovo giorno
- 1999 : Giuseppe di Nazareth : Elizabeth
- 2001 : Il Bello delle donne : Esmeralda De Santis
- 2003 : Chiaroscuro : Lucilla
- 2010 : Paura d'amare : Elide

### Comme productrice

#### Au cinéma
- 2005 : The Fine Art of Love: Mine Ha-Ha de John Irvin
- 2007 : Hotel Meina de Carlo Lizzani

#### À la télévision
- 2003 : Chiaroscuro (it) de Tomaso Sherman (it)
- 2004 : Posso chiamarti amore? (it) de Paolo Bianchini
- 2006 : Fratelli (it) d'Angelo Longoni
- 2009 : Bakhita (it) de Giacomo Campiotti
- 2010 : Paura di amare (it)
- 2012 : Sposami (it)

### Récompenses et distinctions
- Ruban d'argent de la meilleure actrice en 1980 pour Immacolata et Concetta (Immacolata e Concetta, l'altra gelosia).
- Ruban d'argent de la meilleure actrice dans un second rôle en 1981 pour Fontamara.
- David di Donatello de la meilleure actrice dans un second rôle en 1981 pour Chambre d'hôtel (Caméra d'albergo).